# Llera (kommunhuvudort)
Llera är en kommunhuvudort i Spanien.   Den ligger i provinsen Provincia de Badajoz och regionen Extremadura, i den sydvästra delen av landet, 300 km sydväst om huvudstaden Madrid. Llera ligger 440 meter över havet och antalet invånare är 943.
Terrängen runt Llera är platt åt sydväst, men åt nordost är den kuperad. Runt Llera är det mycket glesbefolkat, med 3 invånare per kvadratkilometer. Närmaste större samhälle är Hornachos, 11,7 km norr om Llera. Trakten runt Llera består till största delen av jordbruksmark.